# Live! Corsa contro il tempo
Live! - Corsa contro il tempo (Line of Duty) è un film del 2019 diretto da Steven C. Miller.

## Trama
Frank Penny è un poliziotto caduto in disgrazia in cerca di redenzione. Quando la figlia undicenne del capo della polizia viene rapita, Frank si ribella per cercare di salvarla. Ma per trovare la ragazza, Frank avrà bisogno dell'aiuto di Ava Brooks, il cui canale di notizie in live streaming trasmette ogni mossa di Frank. Mentre una città osserva, Frank e Ava corrono contro il tempo e non solo devono affrontare ogni audace ostacolo, ma anche il fratello del rapitore che è in cerca di vendetta.

## Distribuzione
Il film è uscito in Italia il 17 febbraio 2020.